# Alfred Paul Neff
Paul Alfred Neff (* 21. März 1853 in Freiberg; † 16. Februar 1934 in Rottach) war von 1888 bis 1909 Bürgermeister von St. Johann (Saar). Mit der Vereinigung der Saarstädte zur Großstadt Saarbrücken trat er in den Ruhestand.

## Leben
Neff studierte ab 1874 Rechtswissenschaften in Leipzig. Dort wurde er mit Beginn seines Studiums 1874 in der Burschenschaft Arminia aktiv. Er beendete sein Studium mit der Promotion.
Ab 1884 war Neff Erster Beigeordneter in Glauchau. Im Jahre 1887 wurde er zum Bürgermeister von St. Johann gewählt und 1888 in das Amt eingeführt. 1890 wurde er zum Bürgermeister der Stadt Bockenheim (heute Frankfurt-Bockenheim) gewählt, allerdings verzichtete er auf die Annahme der Wahl aufgrund vieler Vertrauensbeweise der St. Johanner Bürgerschaft. 1893 heiratete er Bertha Juliane Schmoll genannt Eyssenwerth. Am 22. Oktober 1894 duellierte er sich mit dem Saarbrücker Bürgermeister Friedrich Wilhelm Feldmann wegen Differenzen in Sachen Städtefusion und wurde am Kinn verwundet. Es ging um den Standort des Bezirkskommandos, also einer Militärbehörde. Beide Bürgermeister wurden wegen des Duells mit rechtlichen Konsequenzen konfrontiert.
1898 war er als Kandidat zur Reichstagswahl für die „Liberale Bürgerpartei“ im Kreis Saarbrücken aufgestellt, trat jedoch im Laufe des Wahlkampfs zurück. 1909 trat er mit dem Titel Oberbürgermeister in den Ruhestand, den er ab 1910 in München und ab 1932 in Rottach am Tegernsee verlebte.

## Verdienste
Neff ließ das Rathaus St. Johann, das heutige Rathaus von Saarbrücken, durch Georg von Hauberrisser bauen (1897 bis 1900). Nach Neff ist in Saarbrücken eine Straße benannt.